# Комлетинці
Комлетинці (хорв. Komletinci) — населений пункт у Хорватії, у Вуковарсько-Сремській жупанії у складі міста Оток.

## Населення
Населення за даними перепису 2011 року становило 1 649 осіб.
Динаміка чисельності населення поселення:

## Клімат
Середня річна температура становить 11,15 °C, середня максимальна – 25,57 °C, а середня мінімальна – -5,98 °C. Середня річна кількість опадів – 692 мм.
| Клімат поселення                              | Клімат поселення | Клімат поселення | Клімат поселення | Клімат поселення | Клімат поселення | Клімат поселення | Клімат поселення | Клімат поселення | Клімат поселення | Клімат поселення | Клімат поселення | Клімат поселення | Клімат поселення |
| Показник                                      | Січ.             | Лют.             | Бер.             | Квіт.            | Трав.            | Черв.            | Лип.             | Серп.            | Вер.             | Жовт.            | Лист.            | Груд.            |                  |
| Середній максимум, °C                         | 6,06             | 8,14             | 12,69            | 17,37            | 22,60            | 25,57            | 25,36            | 24,97            | 20,93            | 15,54            | 9,60             | 5,62             |                  |
| Середня температура, °C                       | 0,04             | 2,11             | 6,70             | 11,37            | 16,57            | 19,58            | 21,27            | 20,88            | 16,84            | 11,44            | 5,52             | 1,56             |                  |
| Середній мінімум, °C                          | −5,98            | −3,92            | 0,66             | 5,35             | 10,54            | 13,55            | 17,18            | 16,80            | 12,74            | 7,36             | 1,42             | −2,5             |                  |
| Норма опадів, мм                              | 44               | 40               | 42               | 54               | 63               | 90               | 71               | 63               | 52               | 56               | 63               | 54               |                  |
| Середньомісячна швидкість вітру, м/с          | 2.06             | 2.30             | 2.69             | 2.55             | 2.30             | 2.10             | 2.10             | 1.90             | 1.85             | 2.00             | 2.10             | 2.10             |                  |
| Середньомісячна сонячна радіація, кДж/м²·день | 4412             | 7129             | 11172            | 15629            | 19379            | 21538            | 22351            | 20422            | 15149            | 9577             | 4958             | 3657             |                  |
| --------------------------------------------- | ---------------- | ---------------- | ---------------- | ---------------- | ---------------- | ---------------- | ---------------- | ---------------- | ---------------- | ---------------- | ---------------- | ---------------- | ---------------- |
| Джерело:                                      |                  |                  |                  |                  |                  |                  |                  |                  |                  |                  |                  |                  |                  |